# 34176 Balamurugan
34176 Balamurugan è un asteroide della fascia principale. Scoperto nel 2000, presenta un'orbita caratterizzata da un semiasse maggiore pari a 2,7374027 au e da un'eccentricità di 0,0999293, inclinata di 7,88786° rispetto all'eclittica.